# Stazione di Torino Porta Susa

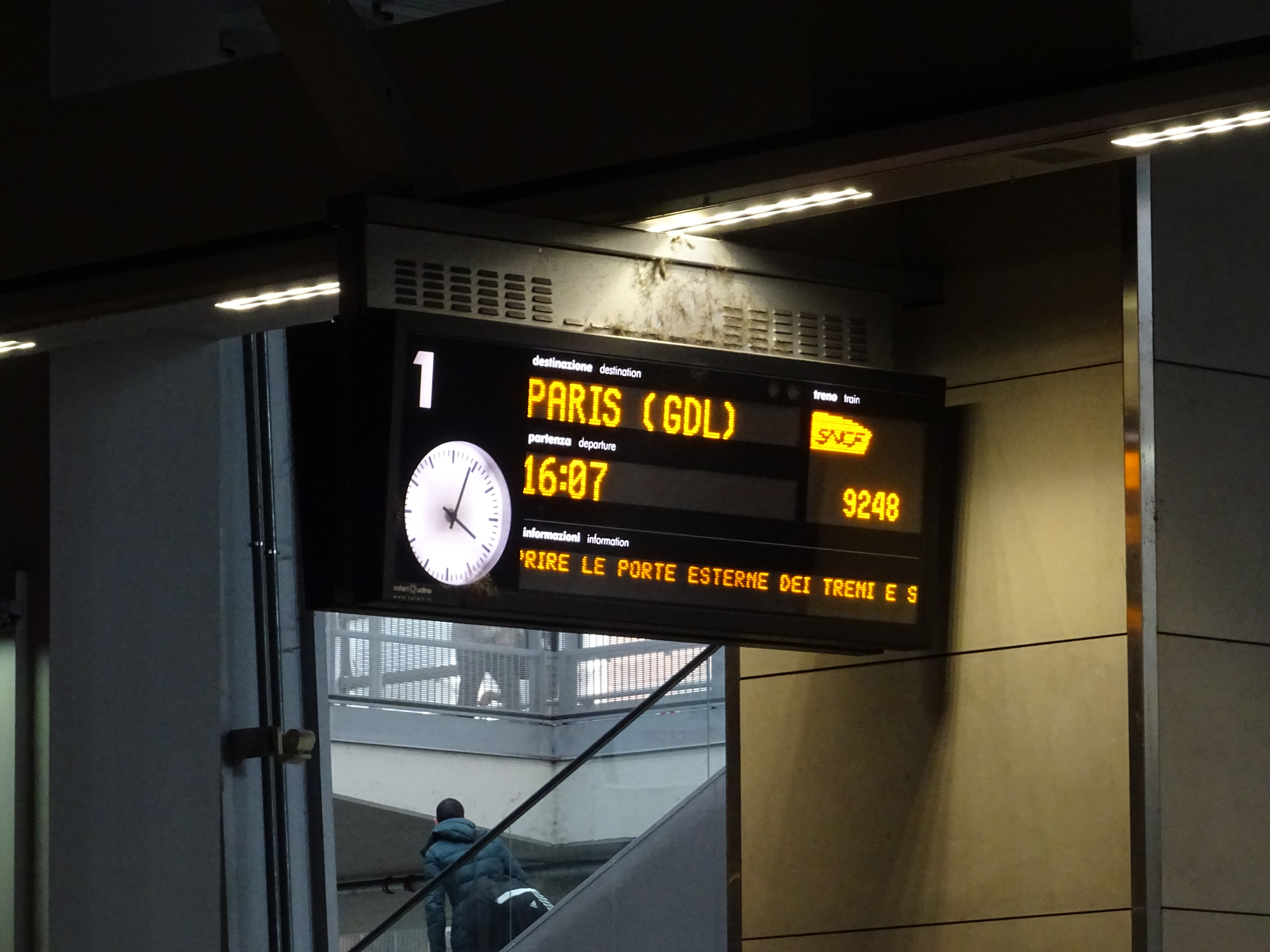
Immagine dell'annuncio del TGV 9248 Milano - Parigi

La stazione di Torino Porta Susa è una stazione ferroviaria per passeggeri della ferrovia Torino-Milano. Fino al 18 ottobre 2009 ebbe il nome di Torino Porta Susa sotterranea per distinguersi dalla storica stazione di superficie, a quel tempo ancora in esercizio.

## Storia
Sin dagli anni 1980, nell'ambito del progetto di interramento del passante ferroviario di Torino, fu prevista la sostituzione della stazione di Porta Susa con un impianto, sotterraneo, situato a meridione della precedente, in modo da renderla fruibile per l'asse di corso Vittorio Emanuele II e per i servizi pubblici e privati nelle vicinanze, tra cui il Palagiustizia e il Politecnico di Torino. L'intenzione era quella di dotare la città di una nuova stazione principale, di tipo passante, utile in particolare per i futuri treni ad alta velocità.
Dopo vent'anni di lavori di costruzione del passante, il 14 dicembre 2008 sono stati inaugurati i primi due binari, numerati come 5 e 6, presso i quali sono stati attestati alcuni servizi locali per Chieri-Rivarolo Canavese e Chivasso-Pinerolo.
Il 27 settembre 2009, con l'apertura dei binari 3 e 4, è stato inaugurato il primo binario, direzione nord, del tratto di passante tra Porta Susa e Torino Stura, con il conseguente spostamento dalla vecchia stazione di superficie alla nuova stazione sotterranea di tutti i treni diretti a est.

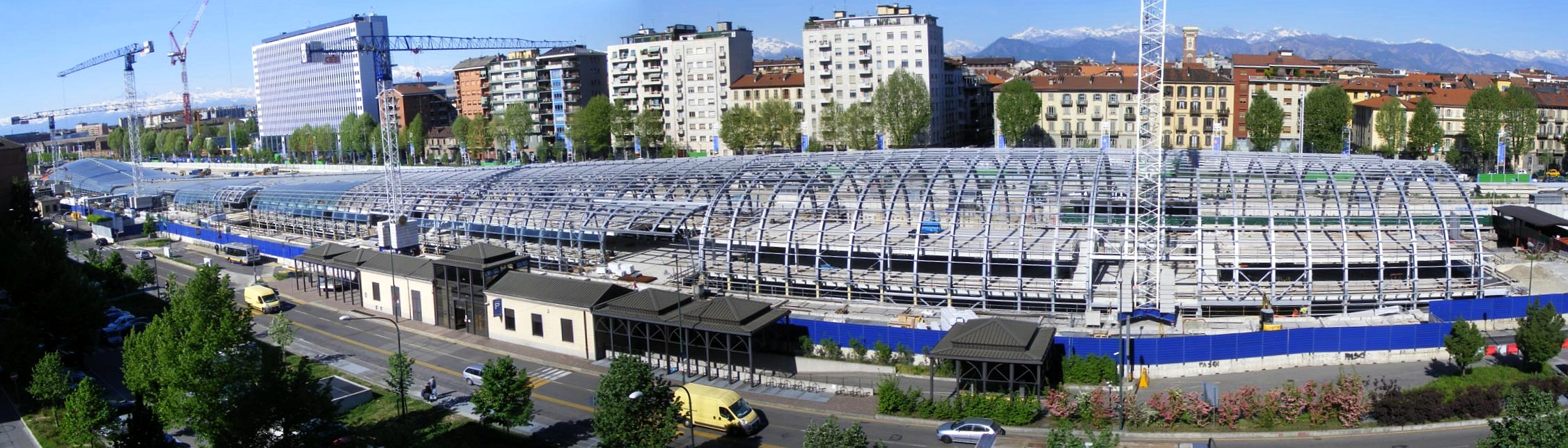
Panoramica della stazione in costruzione nell'aprile 2011

Il 18 ottobre 2009 è stata chiusa all'esercizio la stazione in superficie ed è stata aperta la seconda canna del passante. L'impianto sotterraneo ha quindi assunto la denominazione di Torino Porta Susa e ha iniziato a essere servito anche dai treni in direzione sud. L'edificio della vecchia stazione è restato in funzione per l'accesso all'utenza, mantenendo tale funzione fino a quando è stato completato un accesso temporaneo della stazione sotterranea.
A partire dal 12 dicembre 2010, problematiche di aerazione e sicurezza - emerse già durante il primo mese di apertura della stazione - hanno determinato l'interdizione ai treni con trazione tramite motore diesel nel Passante Ferroviario.
Fino al 2011, l'accesso verso la metropolitana e il centro della città era possibile soltanto mediante un lungo tratto a piedi sui marciapiedi della vecchia stazione fino alla stazione XVIII Dicembre; quindi è stata aperta al pubblico la nuova stazione Porta Susa della metropolitana, che consente una interconnessione diretta tra le due infrastrutture. A fine 2012, il vecchio fabbricato di piazza XVIII Dicembre ha smesso di ospitare le biglietterie che sono state trasferite in quello nuovo; a questo è seguito il progressivo trasferimento delle attività commerciali e degli uffici.
La nuova stazione e l'area circostante rappresentano il tassello ingegneristicamente e urbanisticamente più complesso del grande progetto di riassetto urbano della Spina Centrale.
Dopo aver conseguito il "Premio Solare Europeo 2012", conferitole dall'Associazione Eurosolar per la volta di copertura con sistema fotovoltaico, il 19 novembre 2013 la stazione riceve il titolo di "Migliore stazione di grosse dimensioni UE 2013" dallo European Rail Congress.

### Progetto in costruzione

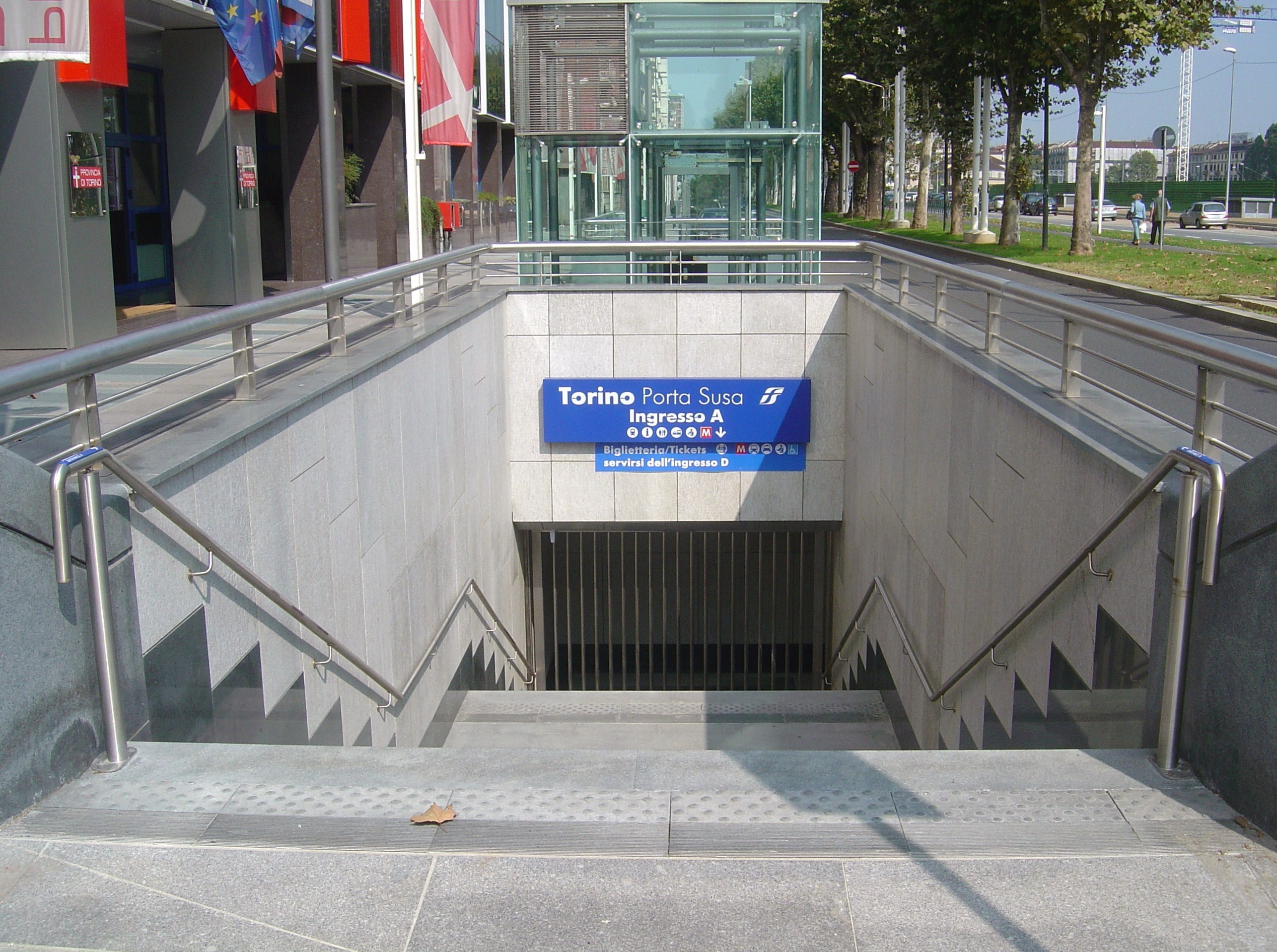
L'ingresso A da Corso Inghilterra

Il nuovo fabbricato viaggiatori è stato costruito più a sud rispetto alla stazione precedente, in corrispondenza degli isolati che si snodano fra via Duchessa Jolanda/via Grassi e corso Matteotti. In senso longitudinale, il fabbricato corre fra corso Bolzano e corso Inghilterra ed è attraversato, per mezzo di passaggi pedonali, da tre strade (via Duchessa Jolanda, via Susa e via Avigliana), oltre che da quattro passaggi pedonali sopraelevati (cavalconi).
Il progetto della nuova stazione è firmato dalla società franco-italiana AREP, che ha vinto il concorso di progettazione di Rete Ferroviaria Italiana (Ferrovie dello Stato). Gli autori dello stesso sono gli architetti Jean-Marie Duthilleul, Etienne Tricaud, Silvio d'Ascia e Agostino Magnaghi e alcuni schizzi del progetto sono visibili dal sito di AREP.

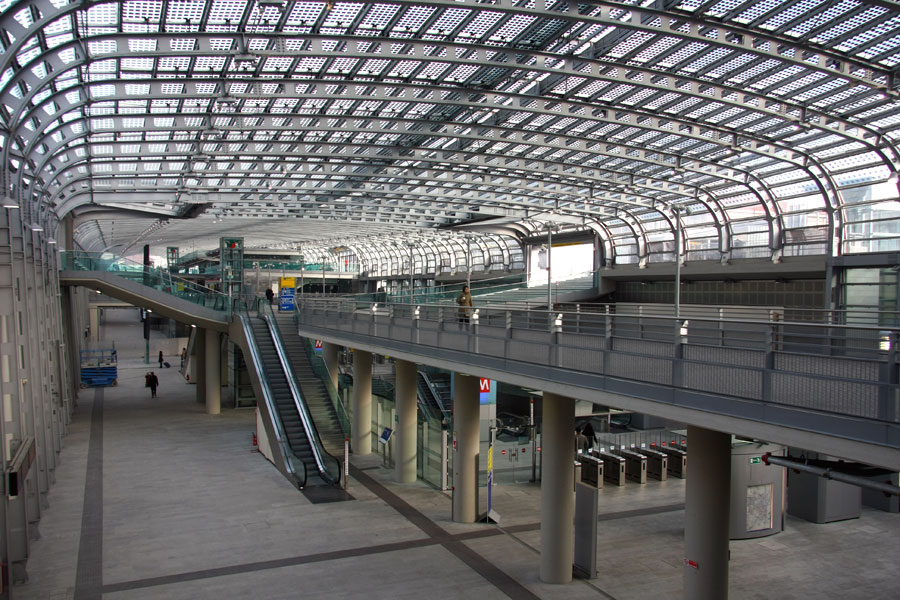
Interno della galleria inaugurato il 9 dicembre 2012

La struttura della stazione, a galleria longitudinale, in acciaio e vetro, è lunga 385 metri e la sua altezza varia dai 13 ai 19 metri. Grazie alla sua struttura semicilindrica, la vetrata, sfruttando un oculato gioco di luce, permette un'ampia e diffusa illuminazione del pavimento centrale e delle rampe d'accesso alle banchine; la parte alta delle vetrate è inoltre rivestita di cellule fotovoltaiche che consentono di produrre l'80% del fabbisogno di energia elettrica della stazione stessa.
Si prevedeva che la realizzazione della nuova stazione potesse avere termine entro la prima metà del 2012, ma i lavori si sono protratti più a lungo. La struttura viene aperta al pubblico "a blocchi", man mano che le strutture vengono completate. All'inizio del dicembre 2012 il troncone principale è stato aperto al pubblico: in concomitanza, sono state trasferite le biglietterie dal vecchio fabbricato e aperte le sale d'attesa.

La Stazione AV Porta Susa è stata inaugurata simbolicamente il 14 gennaio 2013 alla presenza del Presidente del Consiglio Mario Monti, dell'AD Trenitalia Mauro Moretti, del governatore della Regione Piemonte Roberto Cota, del sindaco di Torino Piero Fassino e di diversi ministri della Repubblica Italiana.
Il 15 dicembre 2013 sono stati attivati i binari 1 e 2. Nel mese di febbraio 2014 sono stati inaugurati lo "scivolo", che consente l'accesso al livello -1 direttamente da piazza XVIII Dicembre, e l'attraversamento pedonale "Duchessa Jolanda". Il costo totale, interamente a carico di RFI, è stimato in 79 milioni di euro.
Il 20 dicembre 2016 è stato aperto al pubblico il parcheggio multipiano sotterraneo della stazione.

## Strutture e impianti
La stazione è interrata, dispone di 6 binari passanti, che giacciono sotto il sedime stradale e la vecchia ferrovia di superficie, con quattro ingressi alla stazione sotterranea identificati ognuno da una lettera (A, B, C, D) e distribuiti lungo tutto il tratto dei corsi Inghilterra e Bolzano compreso tra la vecchia stazione e corso Vittorio Emanuele II.

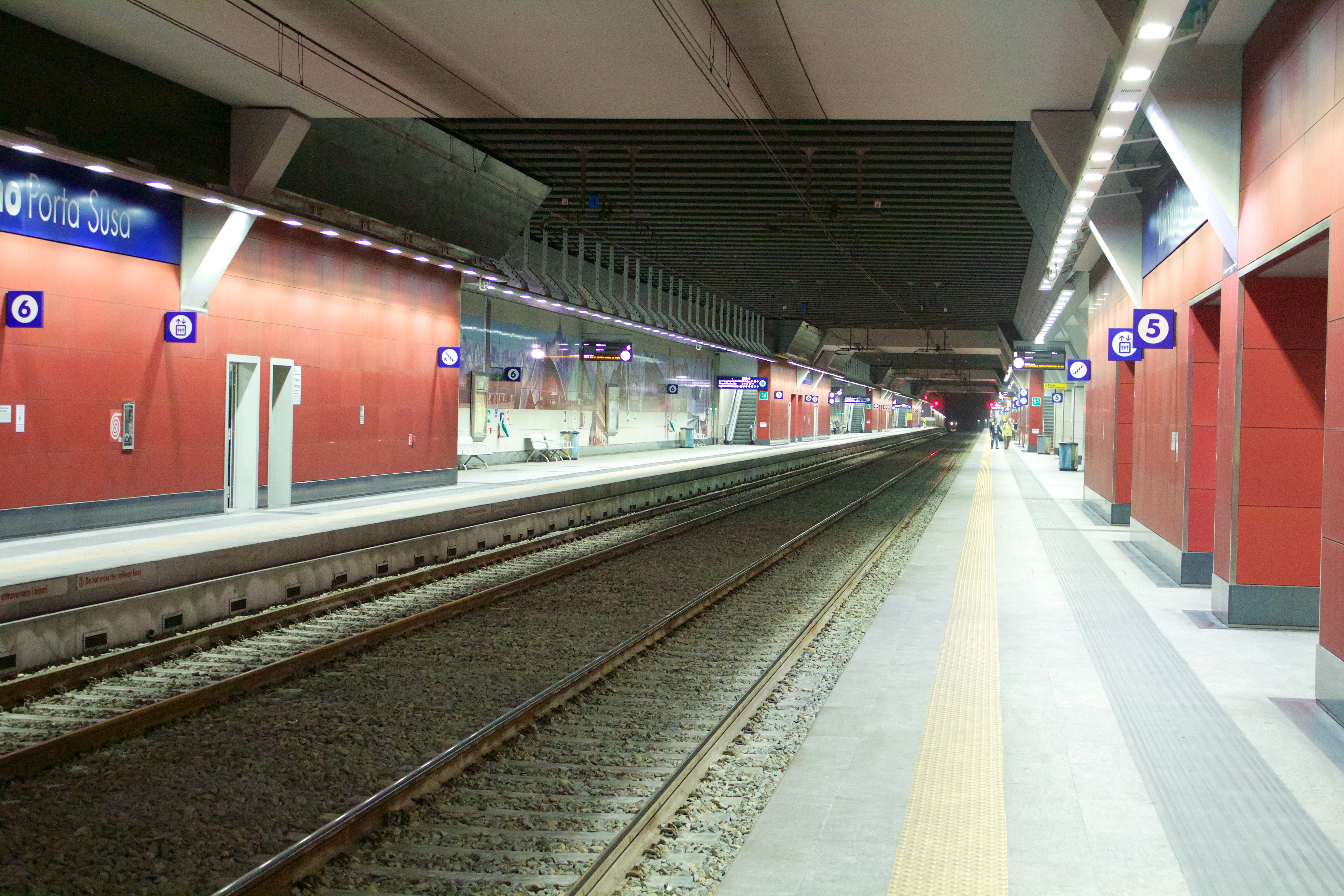
Binari 5 e 6

Solitamente i binari (tutti sotterranei) sono gestiti nel seguente modo:
- 1: utilizzato per i treni Frecciarossa di Trenitalia, TGV e i treni Italo (Alta Velocità) direzione Francia / Porta Nuova
- 2: utilizzato per i treni Frecciarossa di Trenitalia, TGV e i treni Italo (Alta Velocità) direzione Milano
- 3: utilizzato per i treni del servizio ferroviario regionale del Piemonte (direzione Porta Nuova)
- 4: utilizzato per i treni del servizio ferroviario regionale del Piemonte (direzione Milano)
- 5: utilizzato per i treni del servizio ferroviario metropolitano di Torino (in direzione Pinerolo/Chieri/Asti/Fossano/Alba)
- 6: utilizzato per i treni del servizio ferroviario metropolitano di Torino (In direzione Chivasso / Cirié / Torino Stura / Rivarolo)

Il fabbricato viaggiatori si trova più a sud della vecchia stazione, tra via Duchessa Jolanda e Corso Matteotti, costituito da più livelli sino alla superficie.

## Movimento
La stazione di Torino Porta Susa è la seconda stazione del capoluogo piemontese per numero di passeggeri. È servita dai treni ad alta velocità Frecciarossa di Trenitalia, Italo di NTV e TGV di SNCF Voyages Italia, dai treni del servizio ferroviario regionale del Piemonte e dai treni del Servizio ferroviario metropolitano di Torino.

## Servizi
Le banchine a servizio dei binari sono collegate tra loro tramite sovrappassaggi pedonali dotati di scale mobili e sono accessibili ai portatori di disabilità grazie a degli ascensori. L'area dedicata al traffico passeggeri è dotata di un impianto di videosorveglianza e di comunicazione sonora.
- Biglietteria a sportello
- Biglietteria automatica
- Sala d'attesa
- Servizi igienici
- Polizia ferroviaria
- Primo soccorso
- Caffetteria

## Interscambi

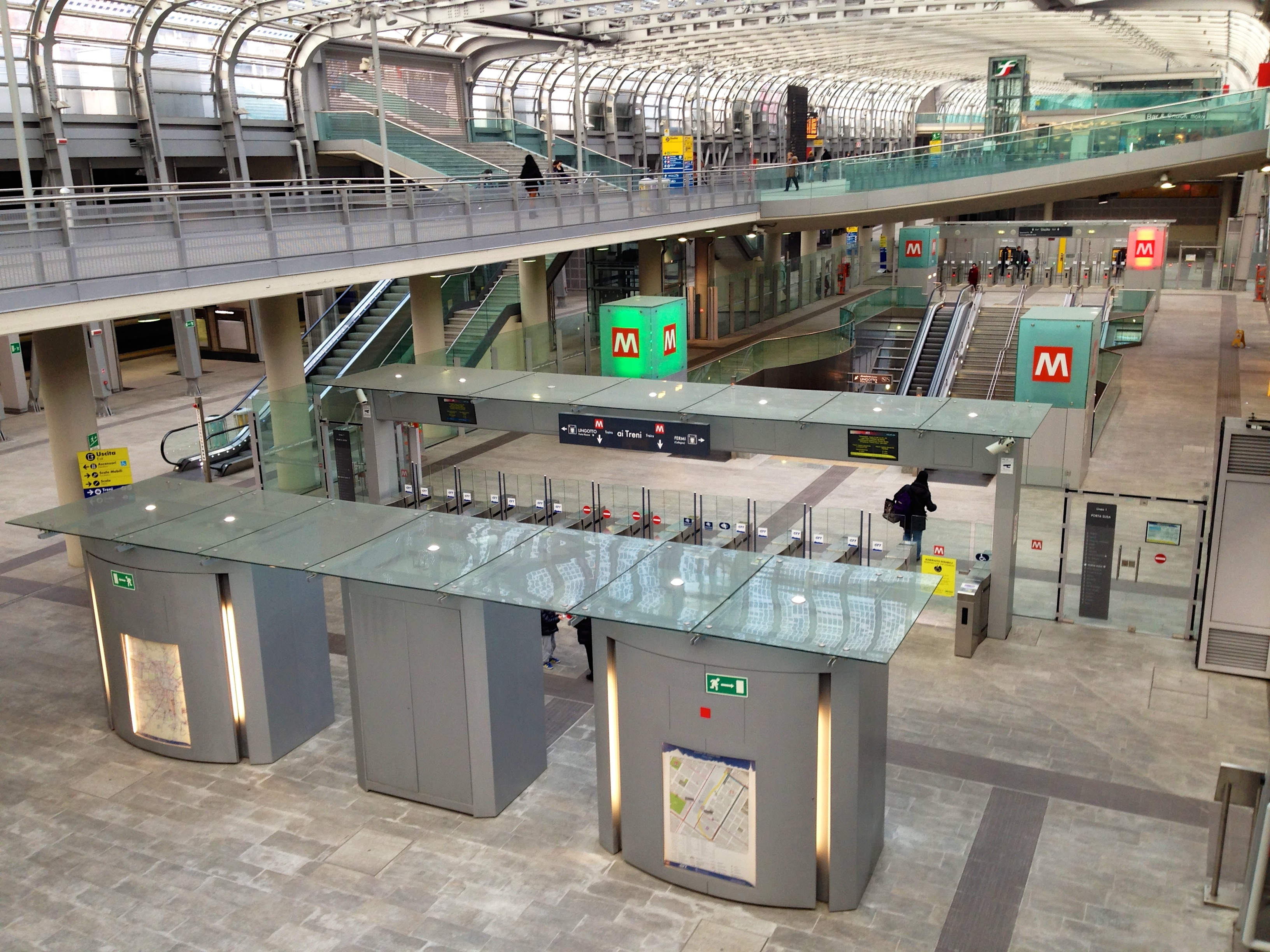
Vista dall'alto dell'ingresso della fermata di metropolitana

È possibile l'interscambio con le linee della rete urbana di bus, tram e metro, gestite dal Gruppo Torinese Trasporti, che avviene in piazza XVIII Dicembre e in corso Bolzano. In corso Bolzano fanno inoltre capolinea molte linee extraurbane serventi la città metropolitana.
- Stazione metropolitana (Porta Susa)
- Fermata tram (linee 10 e 13)
- Fermata bus GTT e navette per l'aeroporto gestite da Sadem
- Stazione taxi